# Jason Frasor
Jason Andrew Frasor (né le 9 août 1977 à Chicago,Illinois, États-Unis) est un lanceur de relève droitier de la Ligue majeure de baseball.

## Carrière

### Blue Jays de Toronto

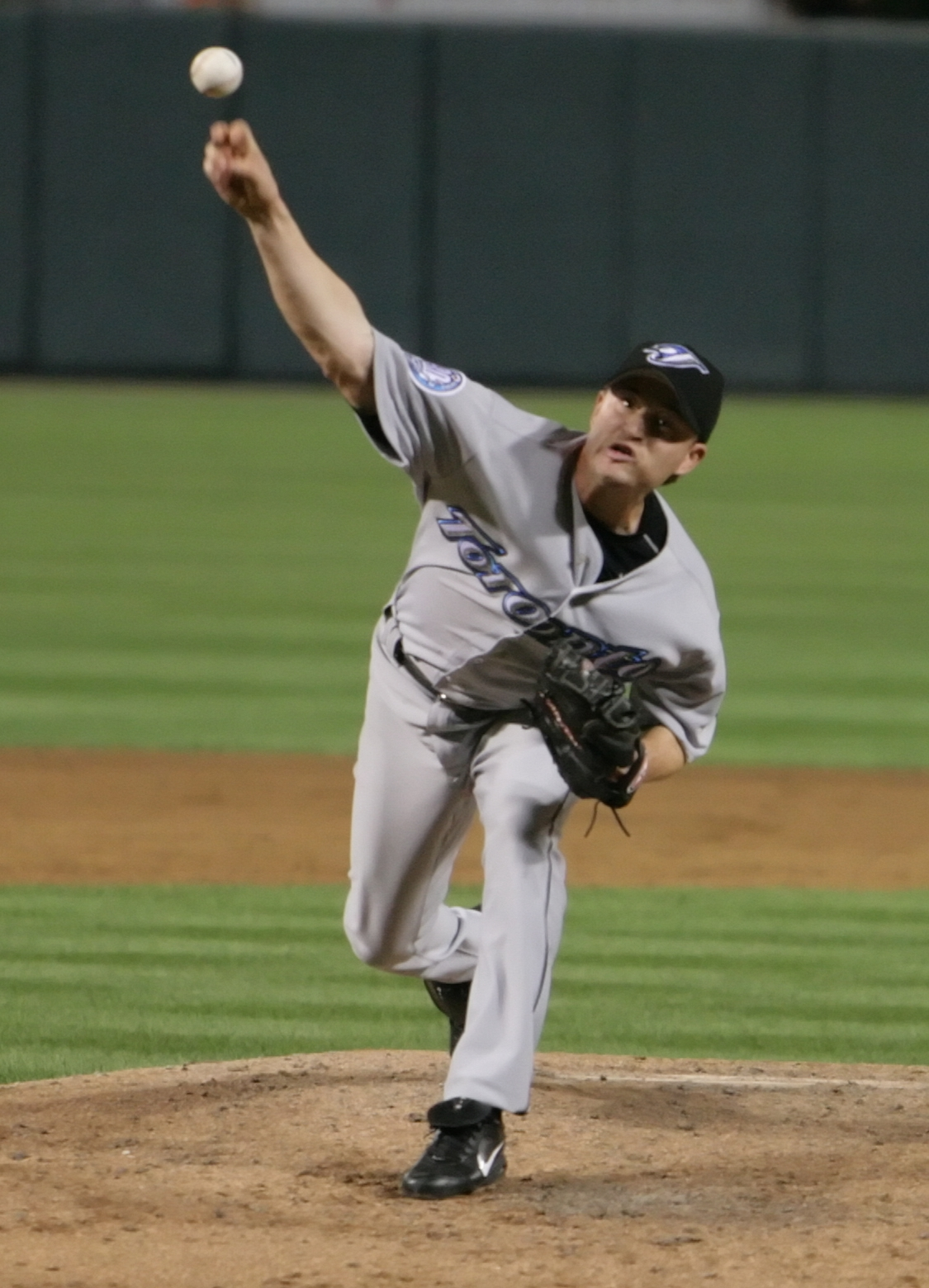
Jason Frasor lançant en 2006 pour Toronto.

Jason Frasor est repêché le 2 juin 1999 par les Tigers de Détroit. Il commence son parcours en Ligues mineures comme lanceur partant avant de reconvertir en lanceur de relève.
Il est transféré le 18 septembre 2002 chez les Dodgers de Los Angeles à l'occasion d'un échange impliquant plusieurs joueurs. Frasor poursuit son apprentissage en Ligues mineures dans les clubs-écoles de l'organisation des Dodgers puis est échangé aux Blue Jays de Toronto le 29 mars 2004 contre Jayson Werth. Il fait ses débuts en Ligue majeure le 16 avril 2004.
En 2009, il affiche une excellente moyenne de points mérités de 2,50 en 57 manches et deux tiers lancées en relève pour les Jays. En 61 sorties, il remporte sept décisions et n'encaisse que trois défaites, en plus de réussir onze sauvetages.
En 2010, Frasor est amené au monticule en 69 occasions, lançant 63 manches et deux tiers pour Toronto. Il présente un dossier de 3-4 avec une moyenne de 3,68 et quatre sauvetages.

### White Sox de Chicago
Le 27 juillet 2011, Frasor et son coéquipier lanceur Zach Stewart sont échangés aux White Sox de Chicago en retour du lanceur Edwin Jackson et du troisième but Mark Teahen.

### Deuxième passage à Toronto
Le 1er janvier 2012, les Blue Jays rapatrient Frasor en cédant deux lanceurs droitiers des ligues mineures, Myles Jaye et Daniel Webb. En 50 matchs et 43 manches et deux tiers lancées pour les Jays en 2012, Frasor remporte une victoire contre une défaite, enregistre 53 retraits sur des prises et présente une moyenne de points mérités de 4,12.

### Rangers du Texas
Agent libre après la saison 2012, Frasor rejoint les Rangers du Texas et connaît une excellente saison 2013 : en 49 manches lancées en 61 matchs, sa moyenne de points mérités n'est que 2,57. À peine quelques décimales plus élevées que sa moyenne de 2009 à Toronto, c'est la deuxième meilleure de sa carrière. Gagnant de 4 matchs contre 3 perdus, Frasor réalise 48 retraits sur des prises.
Il amorce 2014 avec les Rangers et présente une moyenne de points mérités de 3,34 en 29 manches et deux tiers lancées lors de 38 sorties, avec 30 retraits sur des prises, une victoire et une défaite.

### Royals de Kansas City
Le 16 juillet 2014, les Rangers, qui connaissent une mauvaise saison, échangent Jason Frasor à une équipe engagée dans une course au championnat, les Royals de Kansas City, et en retour reçoivent le lanceur droitier des ligues mineures Spencer Patton.
Frasor est excellent en fin de saison alors qu'il aide les Royals à se qualifier pour les séries éliminatoires. En 23 apparitions au monticule et 17 manches et deux tiers lancées, sa moyenne de points mérités n'est que de 1,53 et il remporte 3 victoires. Il termine la saison régulière avec 4 gains, 4 revers et une moyenne de points mérités à 2,66 en 47 manches et un tiers lancées lors de 61 matchs pour Chicago et Kansas City. Pour amorcer les séries d'après-saison, il est le lanceur gagnant du Match de meilleur deuxième de la Ligue américaine remporté par les Royals sur Oakland. Il traverse sans problème les deux phases éliminatoires suivantes, n'accordant aucun point en deux manches et un tiers lors de trois sorties en Série de divisions et en Série de championnat de la Ligue américaine, remportant au passage une victoire sur Baltimore dans cette dernière série. Cependant, il accorde 4 coups sûrs et un point est débité à sa fiche en 3 sorties de Série mondiale 2014, pour une moyenne de points mérités de 3,86 en deux manches et un tiers lancées face aux nouveaux champions, les Giants de San Francisco.
Le 28 novembre 2014, Frasor signe un contrat d'une saison avec les Royals.
Pour les Royals de 2015, alors qu'il maintient une moyenne de points mérités de seulement 1,54 en 23 manches et un tiers lancées lors de 26 sorties. En revanche, il a donné 15 buts-sur-balles pour 18 retraits sur des prises et Kansas City, comptant sur l'un des meilleurs groupes de releveurs des majeures, libère le vétéran de son contrat le 13 juillet 2015.

### Braves d'Atlanta
Récupéré par les Braves d'Atlanta trois jours après avoir été remercié par Kansas City, Frasor fait 6 apparitions au monticule sans accorder de point pour sa nouvelle équipe, complétant 2015 avec une moyenne de points mérités de 1,29 en 28 manches lancées au total pour deux clubs. Il est toutefois libéré de son contrat avant la fin de la saison, précisément le 26 août après avoir passé près de 3 semaines sur la liste des blessés pour des douleurs à l'épaule droite.